# زرور (مقاطعة غيلانغرب)
زرور (بالفارسية: زرور) هي قرية تقع في كرمانشاه في إيران. يقدر عدد سكانها بـ 50 نسمة بحسب إحصاء 2016.